# Universitat Central de Las Villas
La Universitat Central Marta Abreu de Las Villas (UCLV) és una universitat pública cubana a la ciutat de Santa Clara. Les obres de construcció van començar durant el govern de Carlos Prío i va ser inaugurada el 30 de novembre de 1952 durant la dictadura de Fulgencio Batista. Aquesta institució és el centre d'educació superior més important de la regió central de Cuba i el més multidisciplinari. El curs 2015-2016 va començar amb la nova universitat integrada, la qual es compon de quatre seus universitàries: la seu central, la seu pedagògica Félix Varela, la Facultat de Cultura Física Manuel Fajardo i el Col·legi Universitari de Formació Bàsica. Porta el seu nom en honor a la filàntropa i patriota Marta Abreu Arencibia.
Des de la fundació, la UCLV va tenir com a objectius el vincle amb els problemes científics, tècnics i socials de la comunitat i el país,
 en els seus primers anys representada, fonamentalment, per l'àrea agropecuària i les àrees socials i humanístiques. A final de la dècada del 1960 i inici de la del 1970, es va produir un intens procés de capacitació del professorat que va tenir com a centre la formació de doctors per fomentar la investigació científica, en un ampli espectre de les ciències tècniques, agropecuàries, naturals, econòmiques, socials i humanístiques.